# Pedostibes
Genre
Pedostibes est un genre d'amphibiens de la famille des Bufonidae.

## Répartition
Les deux espèces de ce genre sont endémiques d'Inde.

## Liste des espèces
Selon Amphibian Species of the World (12 février 2016) :
- Pedostibes kempi (Boulenger, 1919)
- Pedostibes tuberculosus Günther, 1876

## Publication originale
- Günther, 1876 "1875" : Third report on collection of Indian reptiles obtained by British Museum. Proceedings of the Zoological Society of London, vol. 1875, p. 567-577 (texte intégral).